# Величан
Величан (годы рож. и см. неизв.) — армянский князь Нижнего Хачена. Сын князя Сайтуна. Правление Величана длилось около 40 лет, в период 1470—1510 годов. В качестве правителя Нижнего Хачена впервые упоминается с 1473 года. Последнее упоминание в надписи 1507 года: «В году 1507… я Величан, сын парона Сайтуна и внук великого Агбаста поставил сия крест».